# Salix humboldtiana
Saule de Humboldt
Espèce
Classification APG III (2009)
Salix humboldtiana, le saule de Humboldt (en espagnol : sauce), est une espèce de plantes à fleurs de la famille des Salicaceae. C'est un saule originaire d'Amérique du Nord et d'Amérique du Sud, rencontré, dans les régions naturelles, le long des cours d'eau.

## Description

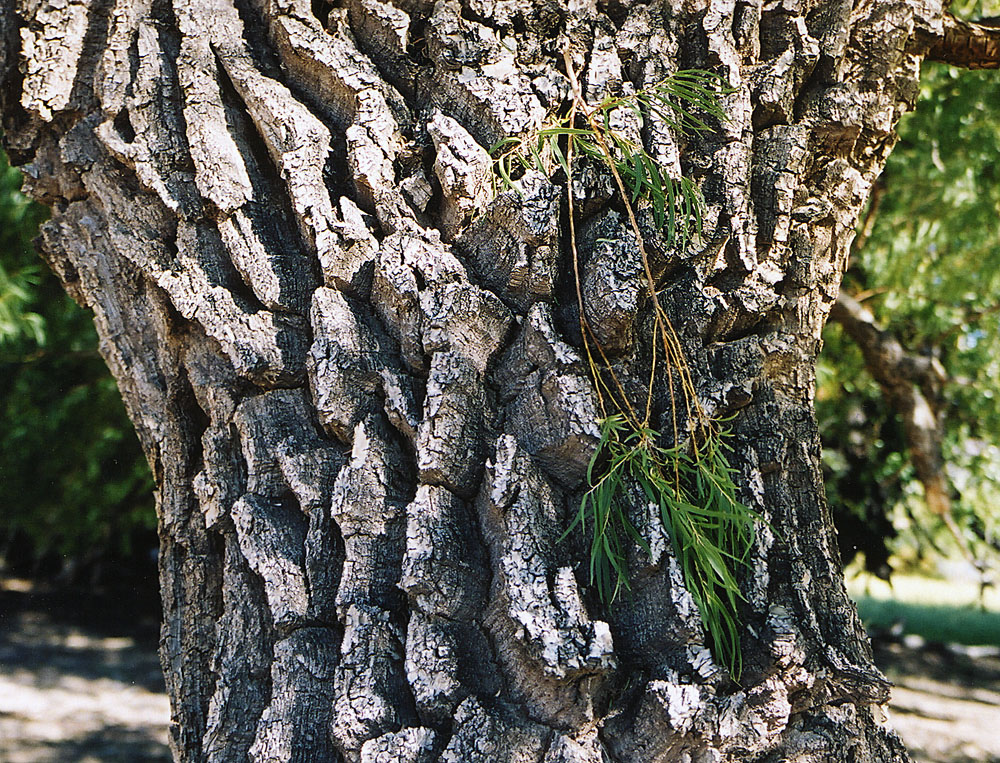
Écorce crevassée.

Salix humboldtiana est un arbre atteignant 25 mètres de haut avec une étroite couronne de forme triangulaire ou colonnaire.
Le tronc atteint, à son maximum, un diamètre de 80 cm de diamètre et possède une écorce brun foncé à gris avec des fissures,. Ses feuilles lancéolées sont étroites et font jusqu'à 15 cm de long, avec une bordure dentée et une couleur vert clair. Les chatons mesurent de 4 à 10 cm de  long ; les fleurs mâles, d'un vert jaunâtre, possèdent une bractée ovalo-lancéolée et six étamines. Les fleurs femelles sont vertes.

## Distribution et habitat
La région d'origine de  Salix humboldtiana s'étend du centre du Mexique au centre du Chili et l'Argentine, dans des secteurs au climat tropical, subtropical ou même tempéré, du niveau de la mer à 3 300 m d'altitude,.